# Lars F. Eklund
Lars Filip Eklund, född 26 juni 1963 i Falköping, är en svensk politiker och idéhistoriker.

## Biografi
Eklund avlade 1997 filosofie licentiatexamen med en uppsats som studerade subsidiaritetsprincipens rötter i antikens filosofi, ett ämne som han dessförinnan författat en expertuppsats om i SOU 1994:12. Åren 1991–1994 var han sakkunnig i regeringskansliet samt var ledamot i Kristdemokraternas partistyrelse under tio år fram till 2007. Eklund var direktor för det kristdemokratiska idéinstitutet Civitas fram till juni 2008. Han var kommunalråd i Göteborg under mandatperioden 1999–2002.
Eklund är en av dem som tydligast verkat för att idémässigt närma partiet till den kontinentala kristdemokratin. Han har publicerat flera texter med utgångspunkt i den aristotelisk-thomistiska filosofiska traditionen samt romersk-katolska kyrkans sociallära. Efter Kristdemokraternas riksting 2007, där abortfrågan stod i fokus och där partiledningen fick igenom sin linje med bland annat stöd för den nya lagen om abort för utländska kvinnor, utträdde Eklund ur partiet. Eklund är kritisk mot partiets utveckling som han menar fjärmar partiet från den europeiska kristdemokratiska traditionen.
Eklund är (2018) en av krönikörerna i webb-tidningen Samtiden.